# 오상택 (정치인)
오상택(吳尙澤, 1980년 11월 28일 ~)은 대한민국의 정치인이다. 문재인 정부 시절 대통령비서실 국가안보실 행정관을 지냈고, 현재 더불어민주당 울산광역시당 중구 지역위원장을 역임하고 있다.

## 학력
- 울산제일중학교 졸업
- 울산중앙고등학교 졸업
- 영남대학교 학사
- 성균관대학교 대학원 정치외교학 석사
- 성균관대학교 대학원 정치외교학 박사

## 경력
- 2024.5.~ : 더불어민주당 울산광역시당 중구 지역위원회 위원장
- 2024.3 ~ : 더불어민주당 부대변인
- 2023.7 ~ 2023.12: 더불어민주당 울산광역시당 중구 지역위원회 위원장
- 2023.1 ~ : 더불어민주당 울산광역시당 울산미래전략특별위원장
- 2021.4 ~ 2022.5: 대통령비서실 국가안보실 행정관
- 2019.11 ~ 2021.4: 통일부 정책자문위원회 통일교육분과 자문위원
- 2019.7 ~ 2021.4: 대통령직속 국가균형발전위원회 지역산업일자리 전문위원
- 2019.6 ~ 2020.5: 더불어민주당 이인영 원내대표 정무특별보좌관
- 2019.10 ~ 2020.8: 더불어민주당 울산광역시당 부위원장
- 2020.9 ~ 2021.4: 울산대학교 경제학과 겸임교수
- 2018.9 ~ 2019.8: 성균관대학교 정치외교학과 초빙교수
- 2017. ~ 2021.4: 성균관대학교 좋은민주주의센터 선임연구원
- 2017. ~ 2021.4: 코리아컨센서스 연구위원
- 2011. ~ 2012.: 민주통합당 민주정책연구원 부연구위원
- 2006. 영남대학교 총학생회장

## 역대 선거 결과
| 실시년도 | 선거   | 대수 | 직책     | 선거구    | 정당         | 득표수   | 득표율          | 순위 | 당락 | 비고 |
| -------- | ------ | ---- | -------- | --------- | ------------ | -------- | --------------- | ---- | ---- | ---- |
| 2024년   | 총선   | 22대 | 국회의원 | 울산 중구 | 더불어민주당 | 52,158표 | \| \| 43.55% \| | 2위  | 낙선 |      |
|          | 43.55% |      |          |           |              |          |                 |      |      |      |